# Marco Barbon
Marco Barbon (...) è un direttore d'orchestra, maestro di coro, vocal coach e répétiteur italiano.
Lavora principalmente con il Tölzer Knabenchor ed è impegnato nella conservazione e nella promozione della musica corale.

## La carriera
Barbon ha mostrato fin da giovane un'affinità per la musica, in particolare per il canto. Ha quindi iniziato a studiare canto solistico e corale, che ha completato nel 2019 con un Master of Arts in canto. Dal 2020 al 2022, Barbon ha proseguito la sua formazione musicale presso l'università Saar della Music. Qui ha approfondito la sua conoscenza della direzione corale e della formazione vocale.
Ha ampliato la sua tecnica vocale e il suo repertorio belcantistico e operistico con il tenore William Matteuzzi e il voice coach Fernando Cordeiro Opa. Dal 2015 ha cantato in ensemble vocali e cori italiani sotto la direzione di direttori come Simon Gaudenz, Gianandrea Noseda e Alessandro Quarta.
Oltre alla formazione musicale come cantante, ha anche studiato pianoforte, che ha completato nel 2011 con un Master of Music presso il Conservatorio di Castelfranco Veneto.
Presso l'Università della Musica di Saarbrücken, ha lavorato come répétiteur per gli oratori e la letteratura corale con i cori universitari, oltre che nella classe di specializzazione in direzione corale e canto, e ha partecipato all'Accademia estiva di direzione d'orchestra nel 2021. Nel 2022 ha lavorato come accompagnatore freelance per il Coro della Radio Bavarese ed è stato coinvolto in due progetti sotto la direzione di Peter Dijkstra.
Dopo aver completato gli studi, Barbon ha assunto un incarico presso il Tölzer Knabenchor nel 2021. In qualità di insegnante di canto e accompagnatore, fa parte del team responsabile della formazione musicale e della direzione del coro. Sotto la sua direzione, il Tölzer Knabenchor si è esibito al Kurhaus di Wiesbaden nell'ambito del Rheingau Music Festival, al Festival Anima Mundi nel Duomo di Pisa, alla Herkulessaal di Monaco di Baviera, al Monastero di Benediktbeuern in Baviera, al Festival Voci d'Europa in Sardegna e alla Blaibach Concert Hall. Dall'estate 2024 dirige anche l'ensemble maschile ZwoZwoEins del Tölzer Knabenchor.

## Influenza musicale e stile
L'approccio di Barbon alla direzione corale e alla formazione vocale è caratterizzato da una combinazione di tecniche tradizionali e metodi innovativi. Egli pone particolare enfasi sulla purezza del tono, sull'intonazione precisa e sull'interpretazione espressiva. Il suo repertorio spazia dalla musica sacra classica alle opere contemporanee.